# Острво Амстердам
Острво Амстердам (фр. Île Amsterdam) је острво у Индијском океану, део Француских јужних и антарктичких земаља. Географске координате острва су 37°52′ јгш, 77°32′ игд.
Острво Амстердам има површину од 55 km². Вулканског је порекла, али вулкан није активан још од 1792. Највиша тачка острва је на 867 m.